# ژیتنی پوتوک
ژیتنی پوتوک (به صربی: Žitni Potok) یک منطقهٔ مسکونی در صربستان است که در پروکوپلیه واقع شده‌است. ژیتنی پوتوک ۵۹۲ نفر جمعیت دارد.